# لادجی دوکوره
لادجی دوکوره (فرانسوی: Ladji Doucouré‎؛ زادهٔ ۲۸ مارس ۱۹۸۳) دونده اهل فرانسه است.
وی در مسابقات کشوری و بین‌المللی در مجموع برندهٔ ۶ مدال طلا، ۳ مدال نقره، ۱ مدال برنز شده‌است.